# تجانس الشكل
الجِنَاس أو تجانس الشكل في الهندسة الإسقاطية هو تماكل للفضاءات الإسقاطية، الناتج عن تماكل في الفضاءات المتجهية التي تشتق منها الفضاءات الإسقاطية. إنه تقابل يحول مستقيماتِ إلى مستقيماتٍ، وبالتالي فهو مسامَتَة [الإنجليزية]. عمومًا، بعض المسامَتات ليست جِناساتٍ، لكن المبرهنة الأساسية للهندسة الإسقاطية تؤكد أن الأمر ليس كذلك في حالة الفضاءات الإسقاطية الحقيقية ذات البعدين على الأقل.
تاريخيًا، أُدخلت الجناسات (والفضاءات الإسقاطية) لدراسة المنظور والإسقاطات [الإنجليزية] في الهندسة الإقليدية، والمصطلح homography، والذي يعني حرفيًا "الرسم المتشابه"، يعود تاريخه إلى هذا الوقت.